# 칼바리야시

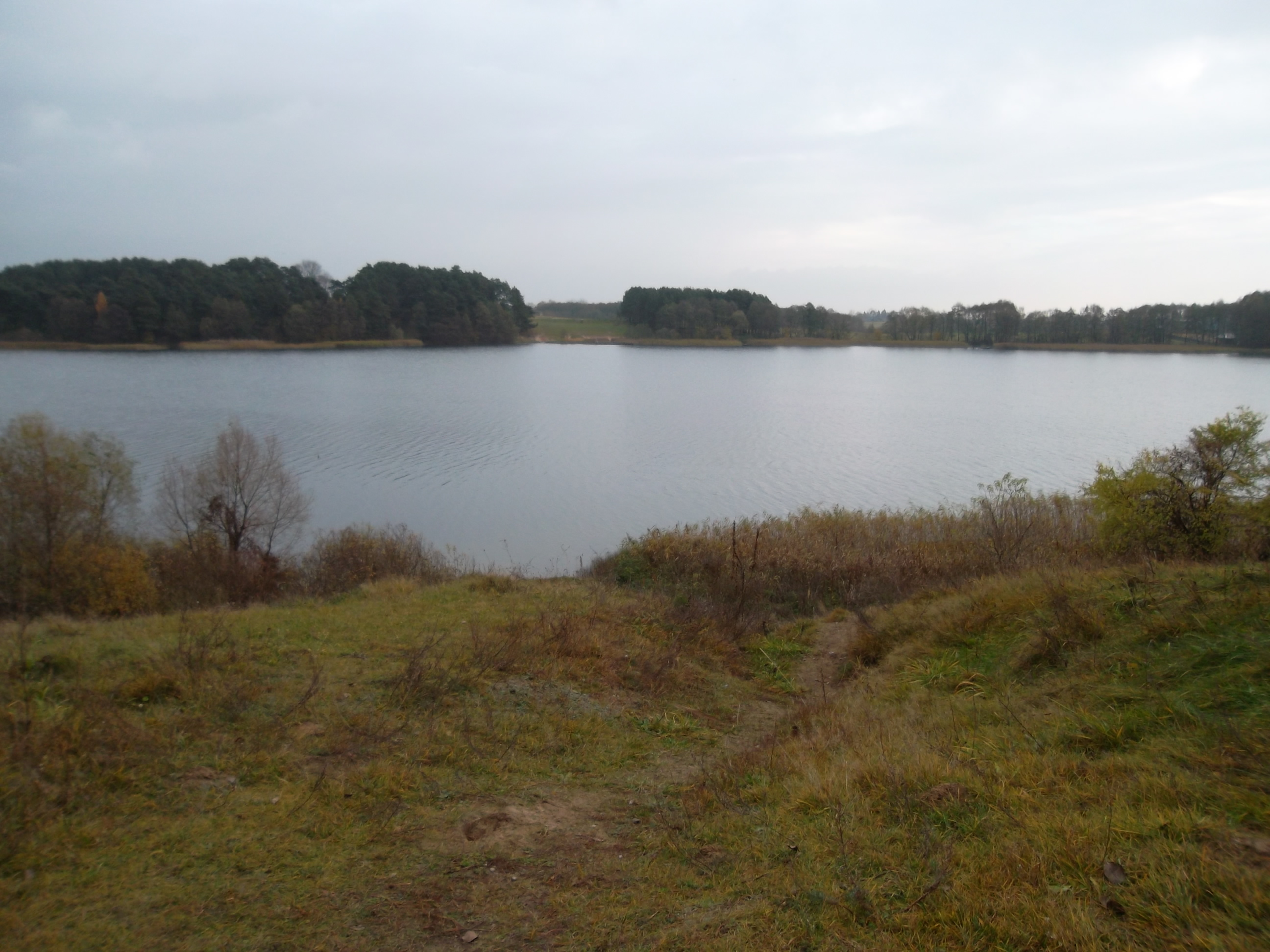
칼바리야시에 위치한 오리야호

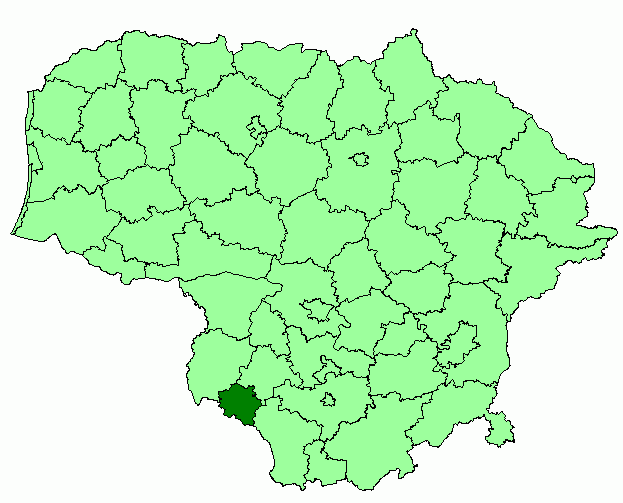
칼바리야시의 위치

칼바리야시(리투아니아어: Kalvarijos savivaldybė)는 리투아니아 마리얌폴레주를 구성하는 5개 지방 자치체 가운데 하나로 행정 중심지는 칼바리야이며 면적은 440km2, 인구는 11,486명(2015년 기준), 인구 밀도는 26.1명/km2이다. 4개 장로구를 관할한다. 마리얌폴레주 빌카비슈키스구, 마리얌폴레시, 알리투스주 알리투스구, 라즈디야이구와 접하며 남서쪽으로는 폴란드와 국경을 접한다.

지방 자치체 문장